# Люди й поцілунки
«Люди й поцілунки» («Des gens qui s'embrassent») — французька кінокомедія 2013 року, знята режисером Даніелем Томпсоном на кіностудії .

## Сюжет
У житті Зефа — дивний період: похорон дружини в той час, коли дочка Роні виходить заміж. Такий збіг обставин посилює існуючий конфлікт між Зефом та його братом. Їхні професії, життєві позиції і навіть дружини відрізняються на корені. Релігійний аскетизм з одного боку, і незліченне задоволення від життя з іншого. Вони не мають нічого спільного, крім старіючого батька та своїх дочок, які обожнюють один одного.

## У ролях
- Кад Мерад: Роні Мелкович
- Ерік Ельмосніно: Зеф Мелкович
- Лу де Лааж: Нога Мелкович
- Макс Бубліль: Сем
- Моніка Беллуччі: Джуліана Мелкович
- Валері Боннетон: Ірен / Кларісса
- Клара Понсо: Меліта Мелкович
- Іврі Гітліс: Арон
- Крістіан Хекк: Деніс
- Алексіс Міхалік: Даніель

## Знімальна група
- Режисер: Даніель Томпсон
- Сценаристи: Даніель Томпсон, Крістофер Томпсон
- Оператор: Жан-Марк Фабр
- Композитор: Стівен Ворбек
- Художник: Мішель Аббе-Ванньє
- Продюсери: Роман Ле Гран, Стефан Рига, Адріан Політовський, Жіль Ватеркейн